# Necrodaemon Terrorsathan
Necrodaemon Terrorsathan è il terzo album studio della band Austriaca Blackened death metal Belphegor.

## Tracce
1. Necrodaemon Terrorsathan – 4:48
2. Vomit Upon the Cross – 4:11
3. Diabolical Possession – 4:49
4. Lust Perishes in a Thirst For Blood – 3:53
5. S.B.S.R. – 4:00
6. Sadism Unbound / Lechery on the Altar – 3:34
7. Tanzwut Totengesänge – 3:18
8. Cremation of Holiness – 3:40
9. Necrodaemon Terrorsathan (part II)/ Analjesus (outro) – 3:16